# Émile Ferfaille
 (novembre 2014).
Si vous disposez d'ouvrages ou d'articles de référence ou si vous connaissez des sites web de qualité traitant du thème abordé ici, merci de compléter l'article en donnant les références utiles à sa vérifiabilité et en les liant à la section « Notes et références ».
Émile ou Emiel Ferfaille, né le 25 novembre 1891 à Menin, en Flandre-Occidentale, et exécuté le 26 mars 1918 à la prison de Furnes, est un criminel belge et le dernier condamné à mort de droit commun à être guillotiné de toute l’histoire de la Belgique. Son exécution a lieu durant la Première Guerre mondiale.

## Biographie

### Carrière militaire
Pendant la Première Guerre mondiale, Émile Ferfaille officie comme sergent major fourrier sur le front de l'Ouest. Ce poste, qui consiste à s'occuper du ravitaillement d'une unité d'artillerie, lui permet de rester relativement à l'écart des bombardements.

### Crime

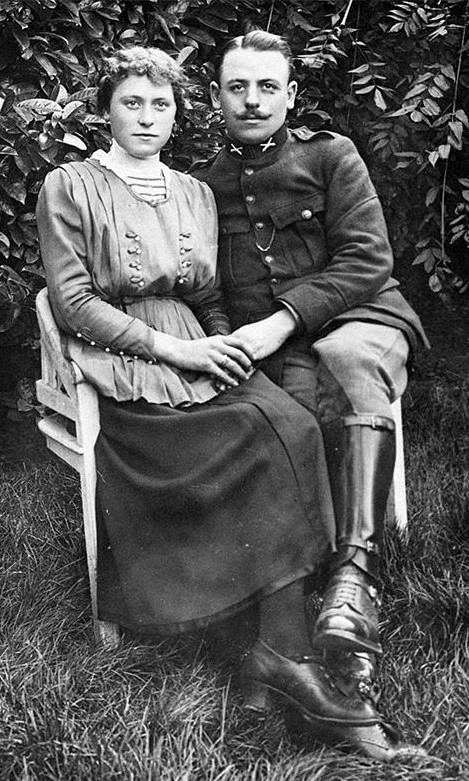
Photographie du couple.

Le 27 octobre 1917, alors que la bataille de Passchendaele fait rage, il assassine sa petite amie âgée de 20 ans, une domestique de ferme nommée Rachel Ryckewaert. Cette dernière était enceinte de lui depuis quatre mois mais Ferfaille, qui lui avait hâtivement promis le mariage, cherchait à se débarrasser d'elle afin de se marier avec une autre femme. Il la frappe à coups de marteau dans un champ de Furnes avant de l’étrangler avec une corde qu’il utilise habituellement pour maintenir des légumes sur le porte-bagage de son vélo. Enfin, il enterre son cadavre qu’il recouvre de déchets de culture maraîchère.

### Condamnation à mort

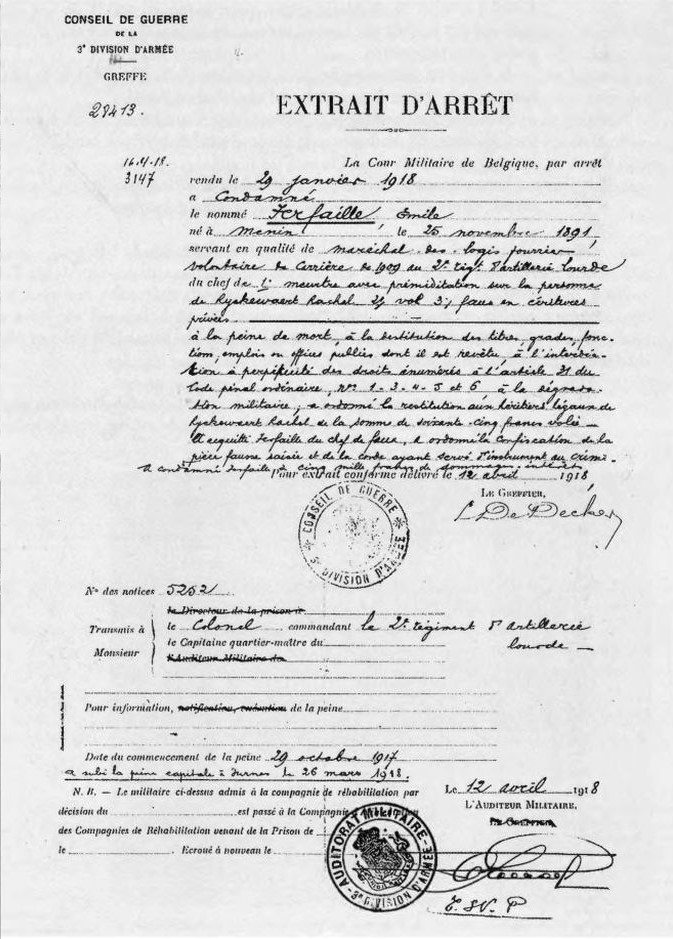
Extrait de l'arrêt condamnant Ferfaille à mort.

Le meurtre ne tarde pas à être découvert et, en raison de la notoriété de sa relation avec la victime, Ferfaille en devient rapidement le premier suspect. Le 29 janvier 1918, un tribunal militaire le condamne à avoir la tête tranchée (selon l’article 8 Livre I Chapitre II du code pénal belge de 1867), la Belgique ayant conservé depuis son indépendance (1830) une partie des lois et des usages hérités de l'occupation française sous la Révolution et le Premier Empire, dont l'utilisation de la guillotine.

#### Refus de la grâce royale
Considérant que l'octroi de la grâce royale aurait en pratique condamné Ferfaille à la prison à vie et l'aurait, de ce fait, mis à l'abri des dangers que couraient ses frères d'armes au front de l'Yser, le roi Albert Ier refuse d’user de son droit de grâce. Cependant, d'après Xavier Rousseaux, historien et directeur de recherches au FNRS, ce motif trop simpliste ne permet pas à lui seul d'expliquer ce refus. Selon lui, il est avant tout un moyen pour Albert Ier de réaffirmer son autorité dans un contexte politico-militaire trouble (pressions pour que l'armée belge soit placée sous tutelle du commandement allié, tensions entre soldats néerlandophones et officiers francophones, séparatisme flamand, grève de la cour de cassation etc.).

#### Voyage de la guillotine
Seulement, un problème se pose rapidement : aucune guillotine ni bourreau n’était disponible sur le territoire belge à cette époque. Le dernier exécuteur attitré, un certain Pierre Nieuwland – mort en 1929 –, ainsi que ses deux adjoints, n'avaient jamais exécuté personne et manquaient donc d’expérience. En effet, la peine de mort n'était plus appliquée depuis cinquante-cinq ans en Belgique, le roi graciant chaque fois le condamné. De plus, il n’était pas question de traverser les lignes ennemies pour aller chercher l’une des guillotines belges qui se trouvaient alors à Bruges, en territoire occupé.
Georges Clemenceau, Président du Conseil français, propose alors de mettre le bourreau de la Troisième République, Anatole Deibler, et son équipe à la disposition du gouvernement belge, qui accepte. C'est d’ailleurs l’une des seules fois où Deibler exerce en dehors du territoire national — il aura à quitter la France en d’autres circonstances, en juin 1923, pour guillotiner dans le Territoire du bassin de la Sarre, alors sous occupation française.
La France fournit également la guillotine destinée à faire appliquer la sentence : au lieu d’utiliser celle qui servait régulièrement aux exécutions dans l'« Hexagone » — qui était habituellement entreposée à la prison de la Santé à Paris —, Deibler doit se contenter d’une guillotine « de campagne » plus petite, que l’on a fait venir de Douai.
L’exécuteur en chef, ses adjoints et la guillotine ont donc été escortés par l’armée belge sous les bombardements de l’armée allemande, depuis Dunkerque jusqu’à la prison de Furnes entre le 23 et le 25 mars 1918.

#### Exécution
En raison des bombardements de l'armée allemande, l'exécution (qui se déroule par ailleurs avec un jour de retard) n'a pas lieu sur la Grand-Place de Furnes, mais dans la cour de la prison locale, ouverte au public pour l'occasion, le 26 mars 1918 à 6 heures du matin. À son réveil, Ferfaille, décontenancé par le refus de la grâce royale, se serait exclamé : « C'est impossible ! Le roi n'a pas voulu ça ! C'est affreux... la peine de mort n'existe plus. Mon Dieu ! Sauvez-moi ! ». Alors qu'une bombe allemande fait exploser une vitre de la prison, il aurait déclaré : « Je ne veux pas mourir comme ça ! Je veux aller me battre, me faire tuer pour mon pays ! Mais pas ça ! ». Ses derniers mots avant d'être décapité auraient été : « Vive la Belgique ! ». Cela est cependant contredit par l'historien belge Xavier Rousseaux pour qui Ferfaille serait resté relativement silencieux jusqu'à la mort.

## Filmographie
- Le voyage de la veuve, téléfilm de Philippe Laïk, 2008.